# Umberto Gelmetti
Umberto Gelmetti (Bardolino, 31 ottobre 1893 – ...) è stato un militare e aviatore italiano, decorato di tre Medaglie d'argento al valor militare durante il corso della prima guerra mondiale, dove conseguì anche l'abbattimento di due aerei nemici. Tra le due guerre mondiali fu comandante del 9º Gruppo Caccia e del 14º Stormo.

## Biografia
Nacque a Bardolino il 31 ottobre 1893. Arruolatosi nel Regio Esercito, divenne sottotenente dell'arma di fanteria, assegnato al 7º Reggimento bersaglieri. Appassionatosi al mondo dell'aviazione, dietro sua richiesta fu assegnato al Battaglione Aviatori, e nel giugno 1916 arrivò alla Scuola di Pilotaggio di Mirafiori per conseguire il brevetto di pilota militare. L'11 ottobre fu assegnato alla 103ª Squadriglia Voisin III di San Vito dei Normanni. 
Nell'aprile 1917 è in servizio presso la 25ª Squadriglia sul campo di Pozzuolo del Friuli. Nei mesi di maggio e giugno svolse molte missioni tanto da meritare un encomio solenne. Durante la battaglia di Caporetto si distinse in missioni di bombardamento delle truppe nemiche che avevano sfondato la linea del fronte, ed il 25 ottobre, è l'unico a ritornare alla base di 4 aerei partiti.
Nel 1917 fu decorato con una Medaglia d'argento al valor militare, e in seguito fu tra i creatori della "Giovane Italia", il reparto segreto che atterrava oltre le linee avversarie per lasciare informatori in abiti civili. È stato il primo pilota ad infiltrare agenti destinati a raccogliere informazioni oltre le linee nemiche, e fu lui a trasportare sul Voisin Camillo De Carlo e Giovanni Bottecchia nella prima azione del servizio informazioni della 3ª Armata, selezionato per la sua esperienza di volo con il Voisin.
Col grado di capitano il 30 aprile 1918 passò al comando della 80ª Squadriglia caccia a Marcon. Il 17 maggio, mentre effettuava una crociera dal mare al Montello volando con uno SPAD preso a prestito dalla 77ª Squadriglia, a causa di guasto al motore venne costretto ad atterrare fuori campo distruggendo l'aereo. Il 17 giugno successivo costrinse ad atterrare entro le linee italiane, vicino a Capo D'Argine, un biposto con la mimetica "screziata". Era il Phönix C.I 121.22 che, recuperato, sarà conteso tra lui ed una sezione di mitraglieri che da terra ne rivendica l'abbattimento.
Dopo il 21 giugno passò in servizio alla 77ª Squadriglia aeroplani, e dal luglio successivo comandò la 5ª Sezione SVA. Al termine del primo conflitto mondiale risultava decorato con 3 Medaglie d'argento al valor militare.
Nel 1929 diresse la Squadra "Romeo" che si distinse nel Giro Aereo d'Europa, venendo promosso maggiore nel maggio dello stesso anno. Nel 1930 si classificò al 12º posto nel 1º Giro Aereo d'Italia, volando su velivolo Romeo Ro.6 in 27h, 21', 04. Dal 1º giugno 1931 al 1º febbraio 1932 fu comandante del 9º Gruppo Caccia. Divenuto tenente colonnello nel maggio 1933, nell'agosto dello stesso anno effettuò, volando su un Breda Ba.39, il periplo aereo d'Italia, toccando Roma-Catania-Taranto-Udine-Torino-Roma, percorrendo 3.000 km in 14 ore, alla media di 214 km/h. 
Dal settembre 1936 comanda il 14º Stormo bis dell'Aeroporto di Ferrara da Colonnello fino al successivo mese di dicembre.
Prese parte alla seconda guerra mondiale, e nel maggio 1941, con il grado di colonnello, comandò l'aeroporto n. 309 di Ospedalicchio.
Dopo la guerra continuò la carriera fino a diventare generale di brigata aerea.

### Annotazioni
1. ↑  Tale squadriglia era al servizio della Regia Marina per protezione della base navale di Brindisi.
2. ↑  Ai comandi di un Voisin poteva tenere testa in un combattimento simulato anche ad uno SPAD.

### Fonti
1. 1 2 3 4 5  Mancini 1936, p. 298.
2. 1 2 3 4 5 6 7  Generals.
3. 1 2 3 4  Gentilli, Varriale 1999, p. 466.
4. ↑  Mancini 1939, p. 299.
5. ↑  Mancini, Castiglioni 1930, p. 624.
6. ↑   Bollettino ufficiale delle nomine, promozioni e destinazioni negli ufficiali e sottufficiali del R. esercito italiano e nel personale dell'amministrazione militare, 1921,  p. 2751. URL consultato il 1º gennaio 2020.